# Џон Б. Гудинаф
Џон Банистер Гудинаф (енгл. John Bannister Goodenough; Јена, 25. јул 1922 — Остин, 25. јун 2023) био је амерички физичар и професор на државном Универзитету у Тексасу, Аустин, Тексас, САД. Добитник је Нобелове награде за хемију 2019. године за развој литијум-јонских батерија. Награду дели са још два научника а то су М. Стенли Витингам (енгл. М. Stenly Whittingham) и Акира Јошино (енгл. Akira Yoshino). Са 97 година Гудинаф је најстарији Нобелов лауреат у историји.

## Живот и каријера
Након студија математике на Универзитету Јејл, у Њу Хејвену, у америчкој држави Конекткат, Џон Б. Гудинаф  је током Другог светског рата служио као метеоролог у америчкој војсци. 
Потом је студирао на  Универзитету у Чикагу, где је 1952. године докторирао из физике.
Радио је на Масачусетском технолошком институту у Кембриџу у америчкој држави Масачусетс и Универзитету Оксфорд у Великој Британији.
Од 1986. професор је на државном Универзитету Тексас у Аустину.

## Развој литијум-јонске батерије
Темељ литијум-јонске батерије постављен је током нафтне кризе 1970-их. Стенли Витингам радио је на развоју енергетских технологија које се не ослањају на фосилна горива. Открио је титанијум дисулфид - енергијом богат материјал - који је користио за прављење катода у литијумским батеријама. Направио је аноду од литијума.
Џон Б. Гудинаф предвидео је да би катода могла да буде унапређена уколико се направи од метал оксида, пре него од сулфида и искористио је 1980. године кобалт оксид да унапреди потенцијал литијумских батерија. Са Гудинафовом катодом као базом Акира Јосино направио је прву комерцијално исплативу литијум-јонску батерију 1985. године.

### Значај открића
Развојем литијум-јонских батерија дат је изузетно значајан допринос напретку уређаја који се користе у свакодневном животу. Лагана и моћна батерија која се може пунити користи се у мобилним телефонима, лаптоповима и електричним аутомобилима.
Предност литијум-јонских батерија је та што се не заснивају на хемијским реакцијама које разграђују електроде, већ на јоне-литијуме који теку између аноде и катоде.

## Нобелова награда
О значају открића литијум-јонске батерије и добитницима Нобелове награде рекли су:
Чланица комитета Сара Сногеруп Линс, са Универзитета у Лунду - "Добили смо приступ технолошкој револуцији. Лауреати су развили лаку батерију високог потенцијала за примену у многим уређајима."
Нобелов комитет је саопштио - „Литијум-јонске батерије користе се глобално да напуне преносиве електронске уређаје које користимо за комуникацију, посао, учење, слушање музике и потрагу за знањем."